# Changsu-myeon, Pocheon
Changsu-myeon (koreanska: 창수면) är en socken i kommunen Pocheon i provinsen Gyeonggi i den norra delen av Sydkorea, 55 km nordost om huvudstaden Seoul.